# Palau Nemzeti Stadion
A Nemzeti Stadion egy sportesemények megrendezésére alkalmas stadion Palauban. Befogadóképessége 4 000 fő. A Koror városában található sportpályán többnyire labdarúgó mérkőzéseket rendeznek.
A stadion tulajdonosa a palaui labdarúgó-szövetség. Itt játszik:
- Palaui labdarúgó-válogatott - hazai pályán.
- Az összes palaui klubcsapat - más alkalmas sportpálya hiányában.
- További csapatok - kétévente rendeznek meg itt egy labdarúgótornát, a Belau Játékokat, amelyben az ország városai alakítanak ki csapatokat.